# Башта Шалом-Меїр
Башта Шалом Меїр (івр. מגדל שלום מאיר, Мігдаль Шалом Меїр; скорочено зазвичай מגדל שלום, Мігдаль Шалом) — перший хмарочос Ізраїлю, збудований 1965 року в Тель-Авіві.
Будівля має 34 поверхи і є 142 метри заввишки. У Башті Шалом Меїр містяться численні офіси, а також невеликий комерційний центр. До 1999 року хмарочос мав оглядовий майданчик.
Споруду зведено за проектами архітекторів Іцкаха Перлштейна і Гідона Зіва 1965 року (будівництво почато за 2 роки до того — в 1963 році).
Башта Шалом Меїр на момент спорудження вважалась досконалою в технічному плані — мала численні ескалатори, центральну систему кондиціонування, десять швидкісних ліфтів, підземне паркування для авто і місце під майбутню станцію тель-авівського метротраму, яке, втім навряд чи знайде коли-небудь пряме застосування. Будівлю було спроєктовано за всіма нормами сейсмостійкості.
По завершенні будівництва, Шалом Меїр лишався якийсь час найвищою спорудою на Близькому Сході і однією з найвищих у Європі. Так тривало майже 30 років, доти 1999 року не спорудили Центр Азріелі, що складався з трьох башт, найвища з яких сягнула 187 м заввишки. Оскільки комплекс Азріелі теж був обладнаний оглядовим майданчиком, то в «Шалом Меїр» його закрили з огляду на брак відвідувачів. У 2001 році в Рамат-Гані було споруджено 68-поверхову будівлю «Міська брама» заввишки 244 метрів, яка лишається найвищою в Ізраїлі дотепер.